# Nils Dacke
Nils Dacke was de leider van een 16e-eeuwse boerenopstand in Småland in Zuid-Zweden, genaamd de Dackefejden (Dacke-vete). Hij vocht in deze opstand tegen koning Gustaaf Wasa. Het was de omvangrijkste burgeroorlog die Zweden ooit gekend heeft.

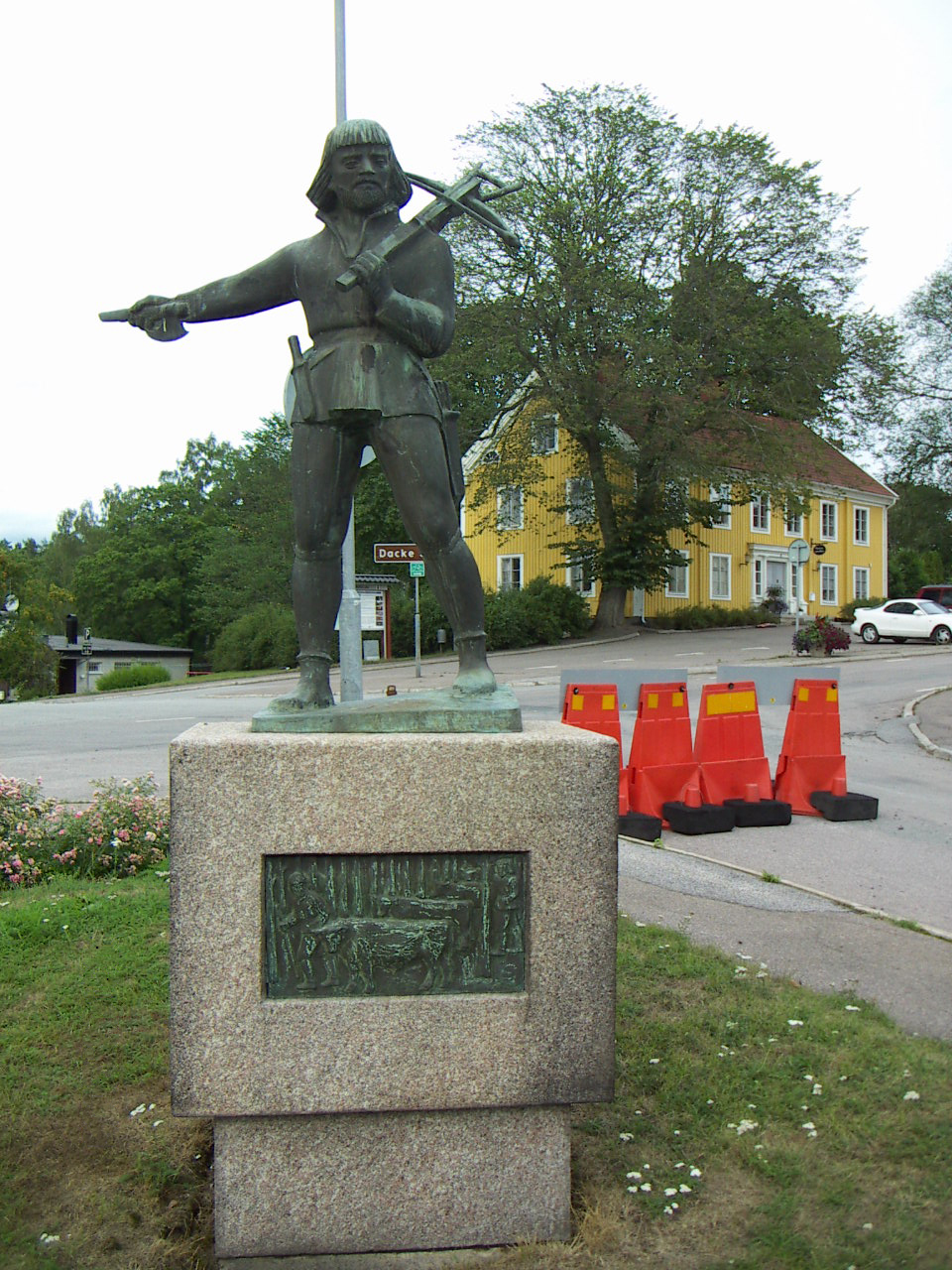
Standbeeld van Nils Dacke in Virserum

Gustaaf Wasa was aan de macht gekomen door een boerenopstand in 1523. Hij maakte Zweden los van Denemarken en verhief het protestantse geloof tot nationale godsdienst. Zijn verbod op grensoverschrijdende handel trof de regio Småland economisch gezien zwaar. Daarnaast waren de hardhandige manier waarop de kerk door Gustaaf werd hervormd en de hoge belastingen redenen voor de Smålandse boeren om een opstand te beginnen.
Dacke werd in 1536 tot een boete van tien ossen veroordeeld vanwege het doden van een landwacht. Vanaf dat moment werden er meer landwachten en belastinginners vermoord. De opstand groeide zienderogen onder leiding van Dacke, maar Gustaaf Wasa bleef Dacke en zijn boeren onderschatten. Bij een slag in de bossen van Småland werden de Duitse huurlingen van Gustaaf Wasa door Dacke verpletterd. De situatie begon dermate uit de hand te lopen dat Gustaaf Wasa gedwongen werd op 8 november 1542 een wapenstilstand voor één jaar te tekenen.
Tijdens deze wapenstilstand werd Dacke de facto heerser over Zuid-Zweden. Hij herstelde de katholieke kerk in ere en hij hief het verbod op grensoverschrijdende handel in Småland op.
Koning Gustaaf Wasa verbrak de wapenstilstand echter al na twee maanden en zond een tweede leger naar Zuid-Zweden, ditmaal veel groter dan het handjevol Duitse huurlingen van het jaar daarvoor. De na eerdere successen overmoedig geworden Dacke werd tijdens deze beslissende veldslag op hellend terrein verslagen. Hij raakte als gevolg van deze veldslag ernstig gewond. Dacke werd vogelvrij verklaard en neergeschoten op de grens van Småland en Blekinge. Delen van zijn in stukken gehakte lichaam werden naar volgelingen van hem gestuurd, als afschrikwekkend voorbeeld.
De koning had van deze korte maar heftige burgeroorlog geleerd dat hij voortaan zorgvuldiger zijn wetten moest maken, om de bevolking in toom te houden. Ook verminderde hij het aantal huurlingen in het Zweedse leger, ten gunste van Zweedse autochtonen.